# Onthophagus negrosensis
Onthophagus negrosensis là một loài bọ cánh cứng trong họ Bọ hung (Scarabaeidae).